# Lepadella obtusa
Lepadella obtusa är en hjuldjursart som beskrevs av Wang 1961. Lepadella obtusa ingår i släktet Lepadella och familjen Lepadellidae. Inga underarter finns listade i Catalogue of Life.